# بی‌بی گل تولگنووا
بی‌بی گل تولگنووا (انگلیسی: Bibigul Tulegenova؛ زادهٔ ۱۶ دسامبر ۱۹۲۹) خواننده اپرا، مربی موسیقی، و بازیگر اهل اتحاد جماهیر شوروی سوسیالیستی است.
وی همچنین برندهٔ جوایزی همچون نشان پرچم سرخ کار، قهرمان کار سوسیالیست، جایزه هنرمند مردمی اتحاد جماهیر شوروی، نشان لنین، و جایزه دولتی اتحاد شوروی شده‌است.